# Javier Bardem
Javier Ángel Encinas Bardem (* 1. březen 1969) je španělský herec, držitel Oscara, Zlatého glóbu a dalších cen.

## Životopis

### Dětství a původ
Narodil se v Las Palmas na Kanárských ostrovech do umělecké rodiny. Jeho matka Pilar Bardem je herečka, jeho děda byl herec Rafael Bardem, strýc režisér a scenárista Juan Antonio Bardem, oba sourozenci Carlos a Mónica jsou také herci. Již v dětství začal hrát divadlo a účinkoval v televizních seriálech, jako hráč ragby se dostal do španělského národního týmu. Začal studovat malířství, ale studium nedokončil.

### Kariéra
Svoji první významnější roli získal ve svých 20 letech ve filmu Las edades de Lulú. V roce 1992 natočil svůj první mezinárodně úspěšný film Šunka, šunka, ve kterém hrála i Penélope Cruz. Do obou těchto filmů jej obsadil španělský režisér Juan José Bigas Luna, který ve spolupráci s ním pokračoval i později. Zahrál si také ve filmech Pedra Almodovara Vysoké podpatky a Na dno vášně.Po účinkování v mnoha španělských filmech konečně prorazil na mezinárodní scéně filmem Než se setmí, kde ztvárnil kubánského spisovatele Reinalda Arenase. To byl zároveň jeho první anglicky mluvící role. O dva roky později si zahrál v režisérském debutu Johna Malkoviche Tanečník seshora.
Úspěch u kritiky mu přinesl film Hlas moře, kde hrál kvadruplegika, který žádal o asistovanou sebevraždu, Rámóna Sampedra. Tento film získal Oscara za nejlepší cizojazyčný film, Bardem získal cenu Goya a ocenění na benátském filmovém festivalu. V roce 2006 ztvárnil postavu bratra Lorenza ve Formanově filmu Goyovy přízraky.
V roce 2007 si zahrál ve snímku filmové adaptaci bratrů Coenových knihy Tahle země není pro starý. Za tuto roli získal několik ocenění, mj. Oscara, Zlatý glóbus a cenu BAFTA. V témže roce také ještě ve filmovém zpracování knihy Gabriela Garcíi Márqueze Láska za časů cholery režiséra Mikea Newella. V roce 2008 získal roli ve filmu Woodyho Allena Vicky Cristina Barcelona.
V roce 2010 ztvárnil hlavní roli ve filmu režiséra Alejandra Gonzáleze Iñárritu Biutiful, za kterou byl oceněn na Filmovém festivalu v Cannes cenou pro nejlepšího herce. Za stejnou roli získal nominaci na Oscara za nejlepší mužský herecký výkon v hlavní roli. Stal se tak prvním hercem, který byl na tuto cenu nominován za herecký výkon celý odvedený ve španělštině. V lednu 2011 mu byla nabídnuta role ve 23. filmu o Jamesi Bondovi - ve filmu Skyfall ztvárnil hlavního záporného hrdinu Silvu.

### Osobní život
Jeho manželkou se stala španělská herečka Penélope Cruz, se kterou natáčel film Vicky Cristina Barcelona. V průběhu natáčení tohoto filmu v sobě našli zalíbení a svou lásku zpečetili tajnou svatbou na Bahamách v polovině července roku 2010. 22. ledna 2011 se mu a jeho ženě narodil syn Leo. Penelope ho přivedla na svět v losangeleské nemocnici Cedars-Sinai (nejdříve chtěla rodit v Madridu, kde oba manželé žijí, ale poté si situaci rozmyslela a porodem v LA usnadnila synovi zisk amerického občanství- tzn. Leo je Španěl po rodičích, ale i Američan). 22.7.2013 se jim narodila v Madridu dcera Luna. V souvislosti s legalizací sňatků osob stejného pohlaví ve Španělsku v roce 2005 šokoval Javier prohlášením, že by se "oženil hned zítra, jen aby nasral církev", kdyby byl gay.

## Filmografie
| Rok  | Film/seriál                                   | Role                         | Poznámky |
| ---- | --------------------------------------------- | ---------------------------- | --- |
| 1974 | El pícaro                                     | malý Alonso                  | díl: „En el que se relata la llegada de los dos pícaros al patio de Monipodio y la acogida que tuvieron“ (neuveden v titulcích)                                   |
| 1981 | Mocný vliv měsíce                             |                              | |
| 1986 | Segunda Enseñanza                             | Pablo                        | 10 dílů |
| 1990 | Brigada central                               | Drogadicto                   | díl: „ Turno de noche“ |
| 1990 | Las edades de Lulú                            | Jimmy                        | |
| 1991 | Vysoké podpatky                               | Regidor T. V.                | |
| 1992 | Miluji tvé lože                               | Antonio                      | |
| 1992 | Tango                                         | Efraín Cifuentes             | díl: „Episode #1.1 “ |
| 1992 | Šunka, šunka                                  | Raul                         | |
| 1992 | Crónicas del mal                              |                              | díl: „ La salida del laberinto“ |
| 1993 | El amante bilingüe                            | Limpiabotas                  | |
| 1993 | Huidos                                        | Rafael                       | |
| 1993 | Zlatá vejce                                   | Benito González              | |
| 1994 | El detective y la muerte                      | detektiv Cornelio            | |
| 1994 | Días contados                                 | Lisardo                      | |
| 1994 | La teta y la luna                             | El Tercer Romano             | |
| 1995 | Boca a boca                                   | Victor Ventura               | |
| 1996 | Mambrú                                        | Cámara                       | |
| 1996 | Éxtasis                                       | Rober                        | |
| 1996 | Bouřlivá láska                                |                              | |
| 1996 | Láska vážně škodí zdraví                      | Camillero                    | |
| 1997 | Nova ficció                                   | Raúl                         | 1 epizoda |
| 1997 | Airbag                                        | José Alberto 'Amor Obsoleto' | |
| 1997 | Na dno vášně                                  | David                        | |
| 1997 | Pravdivá romance II                           | Romeo Dolorosa               | |
| 1998 | Blbec jménem zákona                           | Quinqui del billar           | nebyl uveden v titulcích |
| 1999 | Mezi nohama                                   | Javier                       | |
| 1999 | Los lobos de Washington                       | Alberto                      | |
| 1999 | Segunda piel                                  | Diego                        | |
| 2000 | Než se setmí                                  | Reinaldo Arenas              | nominace na Oscara v kategorii Nejlepší herec nominace na Zlatý glóbus v kategorii Nejlepší herec v dramatu                                                       |
| 2001 | Žádné boží zprávy                             | Tony Graco                   | nebyl uveden v titulcích |
| 2002 | Tanečník seshora                              | Agustín Rejas                | |
| 2002 | Pondělky na slunci                            | Santa                        | |
| 2004 | Collateral                                    | Felix                        | |
| 2004 | Hlas moře                                     | Ramón Sampedro               | nominace na Zlatý glóbus v kategorii Nejlepší herec v dramatu |
| 2006 | Goyovy přízraky                               | Lorenzo                      | |
| 2007 | Tahle země není pro starý                     | Anton Chigurh                | Oscar v kategorii Nejlepší herec ve vedlejší roli Zlatý glóbus v kategorii Nejlepší herec ve vedlejší roli Cena BAFTA v kategorii Nejlepší herec ve vedlejší roli |
| 2007 | Láska za časů cholery                         | Florentino Ariza             | |
| 2008 | Vicky Cristina Barcelona                      | Juan Antonio                 | nominace na Zlatý glóbus v kategorii Nejlepší herec v komedii nebo muzikálu                                                                                       |
| 2010 | Biutiful                                      | Uxbal                        | nominace na Oscara v kategorii Nejlepší herec nominace na cenu BAFTA v kategorii Nejlepší herec v hlavní roli                                                     |
| 2010 | Jíst, meditovat, milovat                      | Felipe                       | |
| 2012 | K zázraku                                     | otec Quintana                | |
| 2012 | Skyfall                                       | Silva                        | nominace na cenu BAFTA v kategorii Nejlepší herec ve vedlejší roli                                                                                                |
| 2013 | Alacrán enamorado                             | Solís                        | |
| 2013 | Konzultant                                    | Reiner                       | |
| 2014 | Automata                                      | Modrý robot (hlas)           | |
| 2015 | Gunman: Muž na odstřel                        | Felix                        | |
| 2016 | Poslední tvář                                 | Miguel Leon                  | |
| 2017 | Piráti z Karibiku: Salazarova pomsta          | kapitán Salazar              | |
| 2017 | Matka!                                        | On                           | |
| 2017 | Escobar                                       | Pablo Escobar                | |
| 2018 | Všichni to vědí                               | Paco                         | |
| 2018 | Thy Kingdom Come                              | otec Quintana                | krátký film |
| 2020 | The Roads Not Taken                           | Leo                          | |
| 2020 | Home Movie: The Princess Bride                | Inigo Montoya                | díl: „Chapter Ten: To The Pain!“ |
| 2021 | Ricardovi                                     | Desi Arnaz                   | |
| 2021 | Duna                                          | Stilgar                      | |
| 2021 | Dobrý šéf                                     | Blanco                       | |
| 2022 | Šoumen krokodýl                               | Hector P. Valenti            | |
| 2023 | Malá mořská víla                              | Král Triton                  | |
| 2024 | Duna: Část druhá                              | Stilgar                      | |
| 2024 | Monstrum - Příběh Lylea a Erika Menendezových | José Menéndez                | hlavní role |
| 2024 | Zakletí                                       | král Solon (hlas)            | postprodukce |
| 2025 | F1                                            | Ruben                        | postprodukce |